# Amphitheater von Besançon
Das Amphitheater von Besançon (französisch Arènes de Besançon) sind die Überreste eines römischen Amphitheaters, das im ersten Jahrhundert in der damaligen Stadt Vesontio (heute Besançon im Département Doubs) erbaut wurde. Es wird mit den Amphitheatern von Arles und Nîmes verglichen.

## Details
Das Amphitheater befindet sich innerhalb der Schleife von Besançon im Stadtviertel Battant. Das Theater konnte 18.000 bis 20.000 Zuschauer empfangen und war 124 m lang und 105 m breit bei einer Höhe von 21 m.
Es sind nur einige Tribünen und Fundamente erhalten, die man anlässlich der Grabungen ab 1996 gefunden hat. Das Theater diente im Mittelalter als Steinbruch. Mit den gewonnenen Steinen wurden mehrere, heute sehenswerte Bauwerke errichtet:
- Église Sainte-Madeleine de Besançon
- Hôpital Saint-Jacques aus dem 17. Jahrhundert
- Die Verteidigungsanlage von Vauban (darunter die Citadelle de Besançon)

Die Straße, die vor den Überresten vorbeiführt, wird «Rue des Arènes» genannt und das Stadtviertel hieß einmal «Quartier des Arènes».

## Klassifizierung
Die Überreste der römischen Arena und die Kapelle Saint-Jacques in Besançon in der Kaserne Condé (heute Lycée d'enseignement professionnel Condé) wurden am 2. April 1927 zum Monument historique erklärt.
Am 12. Februar 2002 wurde zusätzlich der Teil zum Monument Historique erklärt, der zwischen der Avenue Charles-Siffert im Norden, der Rue Marulaz im Süden, der Treppe, die die beiden Straßen im Osten verbindet und dem Platz im Westen liegt.